# Cassian von Salomon
Cassian von Salomon (* 18. September 1956) ist ein deutscher Filmproduzent, Journalist und ehemaliger Chefredakteur.
Von Salomon war seit 1991 in leitender Position bei Spiegel TV tätig. Seit 1997 war er Mitglied der Chefredaktion und seit 2006 in der Geschäftsführung. 2009 wurde er Geschäftsführer des Pay-TV-Senders Spiegel Geschichte. Nach seinem Ausscheiden 2011, als Chefredakteur bei Spiegel TV, gründete er, gemeinsam mit dem ehemaligen Gruner + Jahr Chefredakteur Eiko Wachholz, 2012 die TV-Produktionsfirma Casei Media GmbH. Zudem gründete von Salomon die Beratungs- und Produktionsfirma Cas-film.
Cassian von Salomon ist der Sohn des Schriftstellers Ernst von Salomon.

## Filmografie
- 2003: Die Chronik des Nürnberger Prozesses
- 2004: Die Geschichte des erotischen Films
- 2004: Das unterirdische Reich. Die geheimen Welten der Nazis
- 2006: 12 Jahre, 3 Monate, 9 Tage – Die Jahreschronik des Dritten Reichs
- 2012: Chronicle of the Third Reich
- 2017: Das Mädchen von Egtved